# Welcome Nugget

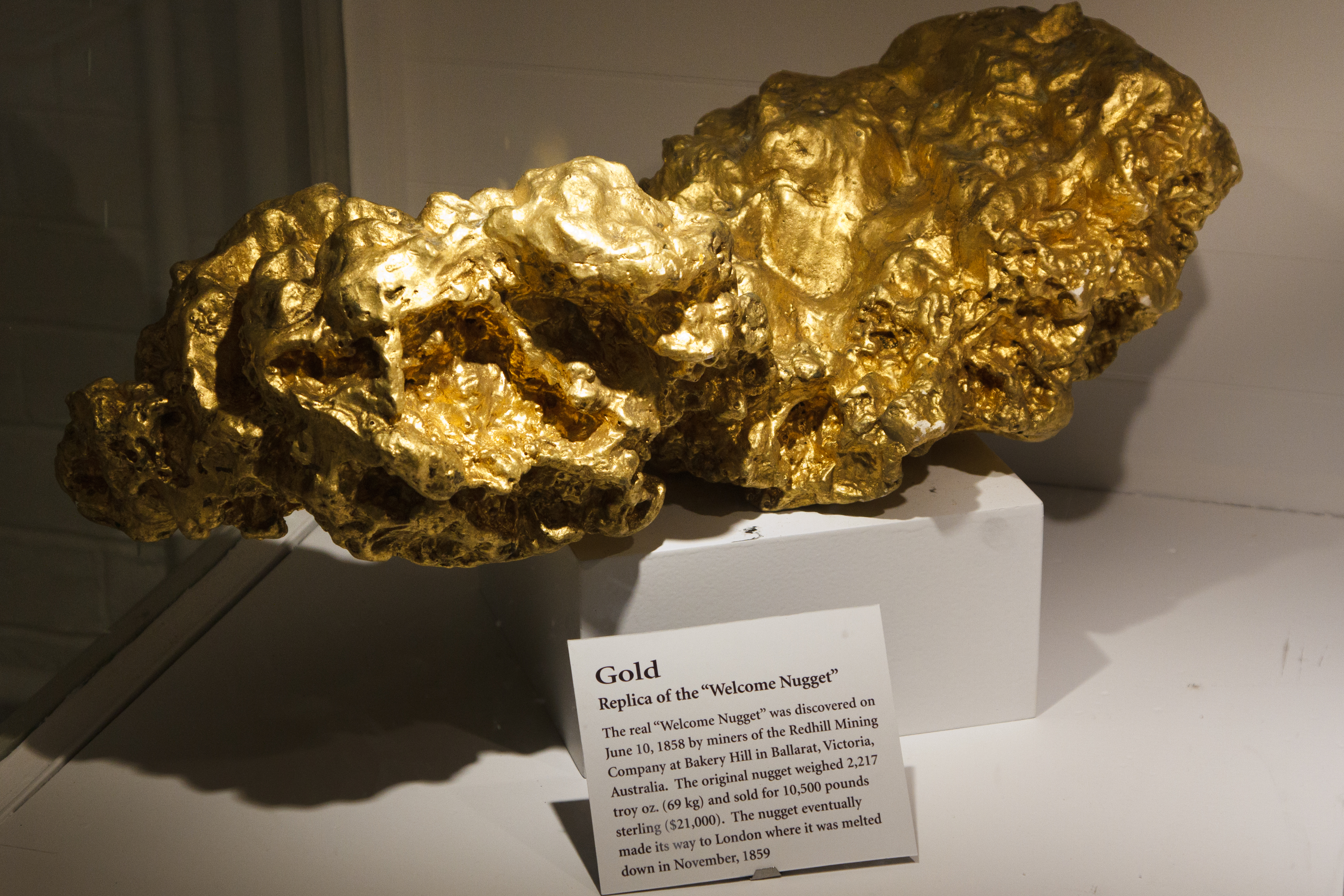
La réplique du ‘’Welcome Nugget" au Harvard Mineralogical Museum, aux États-Unis.

Welcome Nugget (littéralement : pépite de bienvenue) est une grosse pépite d'or, pesant 2 217 onces troy 16 pennyweight, soit 68,98 kg. Elle fut découverte le 9 juin 1858 par un groupe de vingt-deux mineurs des Cornouailles sur le site de Red Hill Mining Company à Bakery Hill (près de l'intersection actuelle de Mair et Humffray Street) à Ballarat, dans l’État de Victoria, en Australie. Elle était située sous le plafond d'un tunnel à 55 mètres sous terre. Ayant la forme approximative d’une tête de cheval, elle mesurait environ 49 cm de long sur 15 cm de large et 15 cm de haut, et avait une surface à peu près dentelée. Elle fut testée pour déterminer sa qualité par William Birkmyre de la Port Phillip Gold Company et son nom lui fut donné par un de ses inventeurs Richard Jeffery. Éclipsée par la découverte de la plus grosse pépite Welcome Stranger, onze ans plus tard, en 1869 (également à Victoria), elle reste la deuxième plus grande pépite d'or jamais trouvée.
Les découvreurs avaient été parmi les premiers à introduire des machines à vapeur dans le site de Ballarat et avaient d'abord cherché du côté de Creswick, à proximité, sans succès. Leur chance tourna cependant à Bakery Hill, et plusieurs pépites plus petites pesant de 12 à 45 onces troy furent découvertes avant de trouver Welcome Nugget.
Elle fut trouvée en 1858 dans les excavations de Ballarat, dans l’État de Victoria. Les propriétaires d'un « trou » allèrent déjeuner, laissant un embauché creuser avec une pioche. Après que la pioche ait frappé quelque chose, l'ouvrier creusa autour pour voir de quoi il s'agissait, puis il s’évanouit. Les propriétaires revinrent et, croyant l'homme prostré mort, l'un d'eux intervint, le retourna et s'évanouit également. Les deux furent traînés à l’extérieur et les fouilles commencèrent frénétiquement pour la pépite, qui était en partie exposée à l’air libre. La masse était si grande que les hommes pensèrent d'abord qu'ils avaient frappé un récif d'or pur.
Vendu pour 10 500 livres sterling, elle fut mise en lieu sûr à Melbourne jusqu'à sa revente le 18 mars 1859. Elle pesait 2 195 onces troy (68,272 kg) et rapporta 9 325 livres sterling lors de sa revente. De là, elle fut convoyée à Sydney et exposée là-bas avant d'être transportée et exposée au Crystal Palace à Londres. La Monnaie royale l'acheta en novembre 1859 et fabriqua avec des souverains en or.

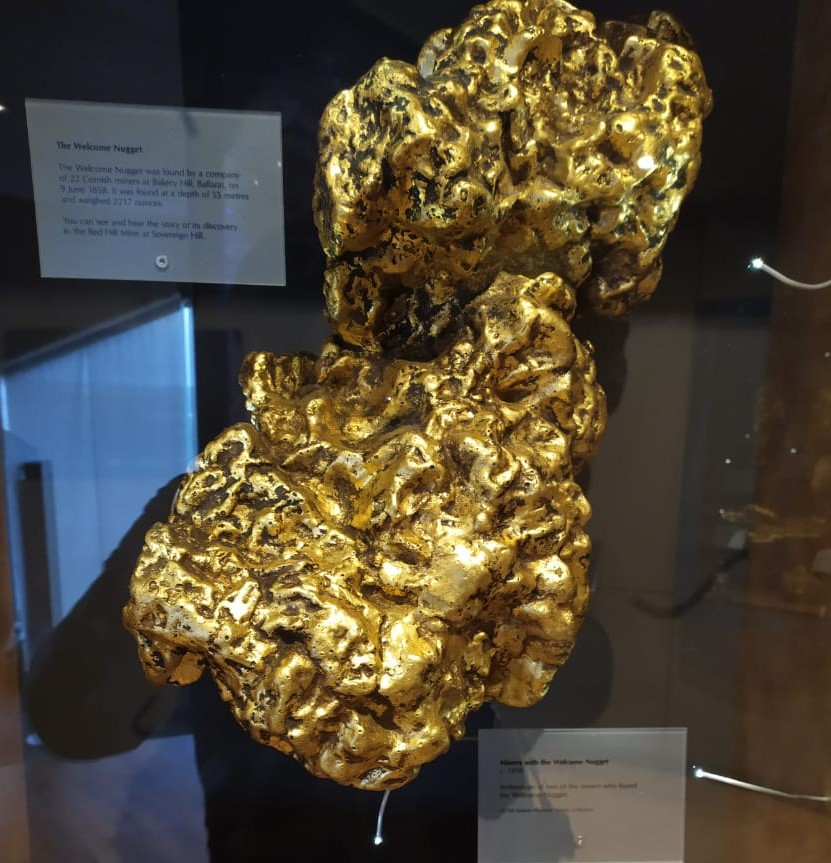
Réplique de pépite Welcome aux musées Victoria.

Des répliques de Welcome Nugget furent fabriqués et distribués au Geological and Mining Museum in the Rocks de Sydney et au Museum Victoria, ainsi qu'au Powerhouse Museum, qui acheta leur réplique en 1885. Les répliques sont également une caractéristique de deux expositions à Ballarat, le monument des mineurs (d’or) pionniers au coin des rues Sturt et Albert à Ballarat Central (1951) et au musée de l'or en face de Sovereign Hill à Golden Point. Aux États-Unis, une réplique de la Welcome Nugget est exposée au Mineralogical Museum de l'Université Harvard de Cambridge, dans le Massachusetts.